# 미요시촌 (나가노현)
미요시촌(일본어: 三義村)은 일본 나가노현 가미이나군에 있던 촌이다. 현재의 이나시에 해당한다.

## 역사
- 1889년 4월 1일 - 정촌제 시행에 의해 3촌의 구역을 확장해 성립하였다.
- 1956년 9월 30일 - 다카토정, 오사후지촌과 합병해 새로운 다카토정이 성립하여, 동일 미요시촌은 폐지되었다.

## 참고문헌
- 角川日本地名大辞典 20 長野県